# Ceuthophilus silvestris
Ceuthophilus silvestris är en insektsart som beskrevs av Bruner, L. 1885. Ceuthophilus silvestris ingår i släktet Ceuthophilus och familjen grottvårtbitare. Inga underarter finns listade i Catalogue of Life.